# Campeonato Mundial de Korfbal
El Campeonato mundial de korfbal es un torneo de korfbal que se organiza cada cuatro años en la actualidad, anteriormente de tres en tres o de seis en seis.
La federación argentina, asimismo, la dominicana y la catalana participan en el mundial, siendo esta última la que ha conseguido el mejor resultado al clasificarse para las semifinales del mundial 2011.

## Resultados
| Año  | Sede            | Final          | Final          | Final          |                     |                |                |
| Año  | Sede            | Campeón        | Resultado      | Subcampeón     | Tercer lugar        | Resultado      | Cuarto lugar   |
| ---- | --------------- | -------------- | -------------- | -------------- | ------------------- | -------------- | -------------- |
| 1978 | Países Bajos    | Países Bajos   | 14 - 13        | Bélgica        | Alemania Occidental | 20 - 15        | Gran Bretaña   |
| 1984 | Bélgica         | Países Bajos   | 11 - 9         | Bélgica        | Alemania Occidental | 7 - 5          | Gran Bretaña   |
| 1987 | Países Bajos    | Países Bajos   | 9 - 7          | Bélgica        | Gran Bretaña        | 9 - 5          | China Taipéi   |
| 1991 | Bélgica         | Bélgica        | 11 - 10        | Países Bajos   | China Taipéi        | 10 - 8         | Alemania       |
| 1995 | India           | Países Bajos   | 21 - 13        | Bélgica        | Portugal            | 13 - 11        | Australia      |
| 1999 | Australia       | Países Bajos   | 23 - 11        | Bélgica        | Gran Bretaña        | 24 - 22        | Alemania       |
| 2003 | Países Bajos    | Países Bajos   | 22 - 9         | Bélgica        | República Checa     | 21 - 15        | China Taipéi   |
| 2007 | República Checa | Países Bajos   | 23 - 10        | Bélgica        | República Checa     | 19 - 14        | Portugal       |
| 2011 | China           | Países Bajos   | 32 - 26        | Bélgica        | China Taipéi        | 33 - 16        | Cataluña       |
| 2015 | Bélgica         | Países Bajos   | 27 - 18        | Bélgica        | China Taipéi        | 21 - 12        | Inglaterra     |
| 2019 | Sudáfrica       | Países Bajos   | 31 - 18        | Bélgica        | China Taipéi        | 25 - 16        | China          |
| 2023 | China Taipéi    | Por disputarse | Por disputarse | Por disputarse | Por disputarse      | Por disputarse | Por disputarse |
| 2027 | Países Bajos    | Por disputarse | Por disputarse | Por disputarse | Por disputarse      | Por disputarse | Por disputarse |